# 腊八节
臘八節，又稱臘八，也稱法寶節，源自中国的一个传统节日，因在农历十二月初八，也就是腊月初八庆祝而得名。原意是祭祀祖先和神靈，祈求豐收、吉祥和避邪。在中國，有臘八節喝粥的習俗。
漢地相傳這一天是佛成道日，是釋迦牟尼在菩提伽耶大菩提树下成佛並創立佛教的日子，也稱「法寶節」，為佛教徒盛大節日之一。道教《八道秘言》亦提及這天為五臘日中的「侯王臘」，需修齋並祭祀先祖。

## 起源與歷史
在古代中國，「臘」是重要的祭祀活動。漢朝的蔡邕在《獨斷》中說：「臘者，歲終大祭。」秦漢臘用戌日。《說文‧肉部》：「臘，冬至後三戌臘祭百神。」周家台秦簡《秦二世元年視日》木牘：「以十二月戊戌嘉平，月不盡四日。」
在古代經典《禮記》中，有「臘者，接也，新故交接，故大祭以報功也。」意思就是：臘月是辭舊迎新的日子，舉行盛大的慶典是為了向祖先回報一年的收穫；因為臘祭在十二月（丑月）舉行，這樣沿襲下來就把處在冬末春初、新舊之際的農曆十二月稱「臘月」。
周礼中的蜡祭的对象有八：先啬、司啬、农、邮表、虎（猫）、坊、水庸、昆虫。前三者，一般认为是农神或者发展了农业而有功的先民；邮表、坊、水庸代表农业基础设施；老虎捕食野猪，猫捕食老鼠，昆虫是希望他们不要成灾。由多种杂粮混合熬制的腊八粥，就是这种农业祭的传承。水庸祭祀演变为各地的城隍文化。
祭祀的其中一個主要目的是避邪逐疫，而腊月击鼓驱疫之俗，今在湖南新化等地仍有留存。至於「臘」的意思，有不同的說法：
- 「臘」指「合」，臘祭即合祭諸神；
- 「臘」指「獵」，獵禽獸作祭祀祖先之用。[7]

公元1世紀佛教傳入中國後，大约在萧梁时期，中國佛教將此定为紀念釋迦牟尼成道之日，各寺院在這一天都要誦經禮佛，煮粥祀佛，即臘八粥。清代，雍和宮的臘八盛典極為隆重。雍和宮內有一口直徑為2米，深1.5米的古銅大鍋，重約4噸，專用熬臘八粥。臘月初一起，皇宮總管內務府派司員把粥料和運到雍和宮。
粥料品種繁多，有上等奶油、羊肉丁和五穀雜糧以及各種乾果等，到初五晚準備就緒，初六皇帝派大臣會同內務府總管大臣，率領三品以上官員及民夫到廟裡監督稱糧、運柴。初七清晨，皇帝派來的監粥大臣下令生火，並一直監視到初八凌晨，粥全部熬好為止。這時皇帝派來的供粥大臣率領官員開始在佛前供粥，宮燈照耀、香煙裊裊、鼓樂齊鳴、眾喇嘛進殿唸經，隨後把粥獻給宮廷，同時裝罐密封，用快馬送往承德行宮和全國各地。直到天亮以後捨粥完畢，盛典才告結束。
據史料記載，每一鍋粥用小米12石，雜糧、乾果各50公斤，乾柴5000公斤，共熬6鍋。第一鍋供佛，第二鍋獻給皇帝及皇宮，第三鍋給王公貴族和大喇嘛，第四鍋給文武大臣和封在各省的大吏，第五鍋分給雍和宮的眾喇嘛，第六鍋作為施捨。
道教上章書《赤松子章曆》記載五臘日：正月一日天臘（春節），五月五日地臘（端午節），七月七日道德臘（七夕），十月一日民歲臘（寒衣節），以及十二月八日侯王臘（臘日），為五帝校定生人延益的良日。

## 臘八節的習俗

### 中國
這一天有喝臘八粥的習俗。主要是在中國江南、北方、西北一帶廣大地區有此習俗。
最早的腊八粥是红小豆煮，后经演变，加之地方特色，逐渐丰富多彩起来。南宋文人周密撰《武林旧事》说：“用胡桃、松子、乳覃、柿、栗之类作粥，谓之腊八粥。”《燕京岁时记》里则称“腊八粥者，用黄米、白米、江米、小米、菱角米、栗子、去皮枣泥等，和水煮熟，外用染红桃仁、杏仁、瓜子、花生、榛穰、松子及白糖、红糖、琐琐葡萄以作点染”。
泡臘八蒜是華北地區的一個習俗。臘八蒜指在臘八這天用醋泡蒜。到春節前后，在醋中浸泡了二十幾天的蒜瓣会呈现青綠或碧綠色，具体顏色可能因蒜的品種、醋的品种和放置环境的不同而稍有差异。泡腊八蒜的醋被称为臘八醋，到蒜瓣发绿的时候，醋也具有了蒜的辣味。春節前後，北方多有吃饺子的习俗，而就着臘八蒜、蘸着腊八醋吃，则是春节前后的一项独特的风俗。除了就餃子吃，也有用腊八蒜来拌涼菜的。
臘八豆腐是皖菜民間傳統菜之一。臘八節前夕之間，曬製豆腐。

陕西腊八粥熬好之后，要赠送亲友，一定要在中午之前送出去。最后才是全家人食用。吃剩的腊八粥，保存着吃了几天还有剩下来的，却是好兆头，取其“年年有余”的意义。如果把粥送给穷苦的人吃，那更是为自己积德。有些不产或者少产大米的地方，人们不吃腊八粥，而是吃腊八面。用各种果品、蔬菜做成臊子，把面条擀好。到腊月初八早上全家人一起吃。
甘肃 传统煮腊八粥用五谷、蔬菜，煮熟后除家人吃，还分送给邻里，还要用来喂家畜。甘肃武威地区讲究过“素腊八”，吃大米稠饭、扁豆饭或是稠饭，煮熟后配炸散子、麻花同吃，民俗叫它“扁豆粥泡散”。

### 琉球
琉球人也過臘八節，他們會用月桃葉包米糕製成鬼餅，還會掛貝殼驅邪。也有祭祖和拜佛的儀式。

## 民谣
小孩小孩你别馋，过了腊八就是年。
腊八粥，过几天， 哩哩啦啦二十三。
二十三，糖瓜粘， 二十四，扫房子，
二十五，做豆腐， 二十六，炖猪肉，
二十七，宰年鸡， 二十八，把麵發，
二十九，蒸馒头， 三十晚上熬一宿，
大年初一扭一扭， 除夕的饺子年年有。

## 參看
- 中國傳統節日

- 卫塞节：在南傳佛教地帶，將佛誕、悟道、湼槃於同一日紀念，訂為陽曆5月份的一個月圓之日（望日）。

釋迦牟尼的佛陀誕生、成道日，在北傳佛教（大乘佛教）與南傳佛教（上座部佛教），彼此各有不同習俗。
據南傳上座部佛教的巴利文三藏，在5月的某個月圓日。

## 延伸阅读
[在维基数据编辑]
 《欽定古今圖書集成·曆象彙編·歲功典·臘日部》，出自陈梦雷《古今圖書集成》

## 外部連結
- 沖縄の風習 編